# Zijper Museum
In het Zijper Museum wordt de geschiedenis van polder de Zijpe en zijn bewoners op een moderne, interactieve en educatieve wijze gepresenteerd. Daarnaast geeft de Niestadt-Fotocollectie een uniek tijdbeeld van de jaren 1940-1980 en toont de Fotocollectie Ter Beziens de ontwikkeling van de portretfotografie. Wisselexposities en gastexposities van regionale kunst en privécollecties zorgen voor een zeer gevarieerd museaal aanbod.       
Het museum is gevestigd in een pand naast het voormalig gemeentehuis van Zijpe in Schagerbrug (Noord-Holland). 

Het  Zijper Museum is op 13 juni 1973 begonnen als Oudheidkamer Zijpe in een pand aan de Grote Sloot. In 1984 is de Oudheidkamer ondergebracht in de oostvleugel van het Zijper gemeentehuis aan de Schagerweg. Na uitbreiding, professionalisering en een erkenning als geregistreerd museum in september 1999 is de naam gewijzigd in Zijper Museum. 
Bij het opgaan van de gemeente Zijpe in de fusiegemeente Schagen per 1 januari 2013 zorgt de Stichting Zijper Museum voor het beheer van de collecties. In 2016 is het museum verhuisd naar het huidige pand Schagerweg 97d.  

## Collectie
De collectie omvat diverse historische kaarten en documenten, kopergravures, prenten, schilderijen en archeologische vondsten.
Het museum in het bezit van de fotocollectie van de pers- en portretfotografen Willem en Luberti Niestadt. De meer dan 80.000 foto's geven een beeld van het leven in de regio om Schagen in de periode 1940 - 1980. De gescande foto's zijn ondergebracht in de Niestadt-Beeldbank, waarvan ruim een kwart  online is te raadplegen.. Daarnaast beschikt het Zijper Museum over de fotocollectie Ter Beziens. 